# Sybra signata
Sybra signata es una especie de escarabajo del género Sybra, familia Cerambycidae. Fue descrita científicamente por Perroud en 1855.
Habita en Papúa Nueva Guinea. Esta especie mide 7 mm.